# Dazincourt

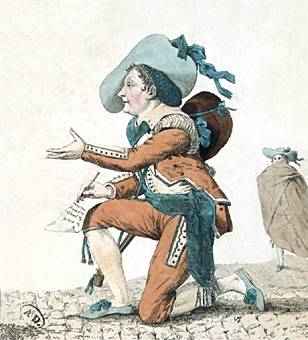
Dazincourt in De Barbier van Séville (1785)

Joseph-Jean-Baptiste Albouy (Marseille, 11 december 1747 – Parijs, 28 maart 1809), beter gekend onder de artiestennaam Dazincourt, was een Franse acteur.

## Biografie
Dazincourt genoot zijn opleiding bij de Société de l'Oratoire de Jésus et de Marie Immaculée. In 1766 werd hij door Armand de Vignerot du Plessis in dienst genomen. Dazincourt had echter een grote liefde voor toneel en besloot er zijn beroep van te maken. Daarom verliet hij stiekem Parijs om in Brussel te gaan studeren bij D'Hannetaire, die toen zeer goed aangeschreven stond.
Van 1771 tot en met 1776 stond Dazincourt op de planken van de Koninklijke Muntschouwburg te Brussel. In 1776 keerde hij terug naar Parijs, waar hij op 21 november 1776 in de Comédie-Française debuteerde in de rol van Crispin in Les Folies amoureuses, een stuk geschreven door Jean-François Regnard. In 1778 werd de acteur er vast benoemd, wat hij ondanks zijn activiteiten bij andere theaters altijd zou blijven.
In december 1776 publiceerde de krant Mercure de France een recensie van Dazincourts debuut: Deze acteur heeft een goed ontwikkeld talent, een weloverwogen speeltrant en een grote intelligentie, verfijning en authenticiteit. Hij is een goede komische acteur zonder de grapjas uit te hangen, en smaakvol zonder te overdrijven.
Tijdens de nacht van 2 september 1793 werden Dazincourt en twaalf andere acteurs van de Comédie-Française die trouw waren gebleven aan de monarchie opgepakt en opgesloten in de couvent des Madelonnettes. De aanklacht was dat zij het zogenaamd opruiende theaterstuk Pamela; or, Virtue Rewarded van Samuel Richardson hadden opgevoerd.
Dazincourts meest memorabele rol was die van Figaro in Le Mariage de Figaro van Pierre Beaumarchais. Zijn memoires werden in 1809 gepubliceerd door Henri-Alexis Cahaisse.
- Bibliothèque nationale de France: cb12510902p (data)
- CiNii: DA16129731
- Gemeinsame Normdatei: 10086547X
- International Standard Name Identifier: 0000 0000 8376 0857
- Library of Congress Control Number: n82013349
- Nederlandse Thesaurus van Auteursnamen: 109960963
- Réseau des bibliothèques de Suisse occidentale: 02-A000047310
- Istituto Centrale per il Catalogo Unico: UBOV563207
- Système universitaire de documentation: 123394082
- Union List of Artist Names: 500437975
- Virtual International Authority File: 41946894
- WorldCat: E39PBJvCPk8DcY9Xjv9RXCgtKd